# زيلع
زيلع (بالصومالية: Saylac)‏ مدينة صومالية تقع في الشمال الغربي على ساحل خليج عدن المقابل لدولة جيبوتي. وقد مر على المدينة الرحالة ابن بطوطة والمقريزي وغيرهم. وكانت مركز سلطنة إيفات.

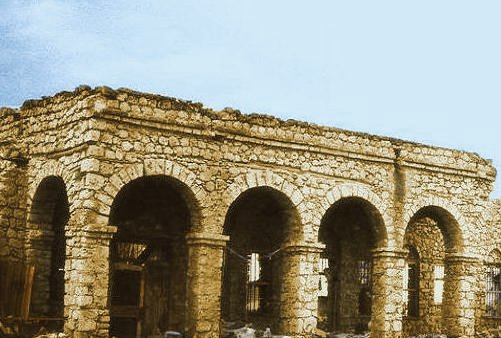

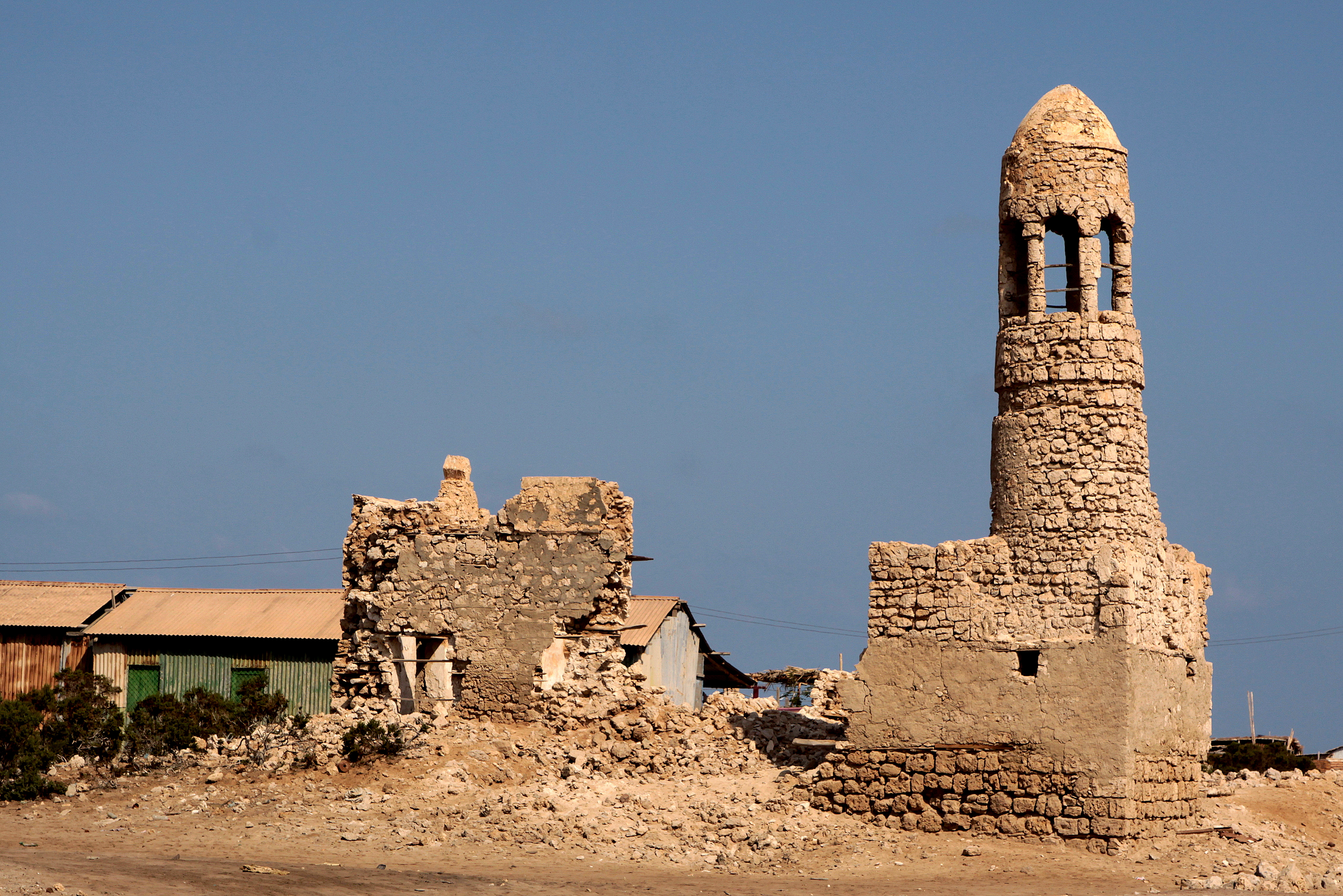
بقايا الجامع العتيق.

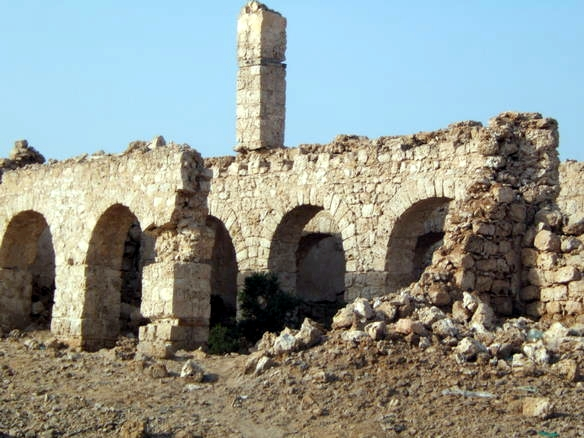
بقايا الجامع العتيق.

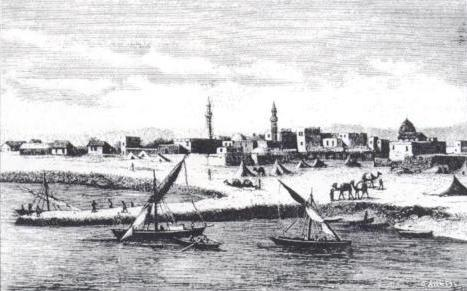
لوحة فنية لزيلع رسمت في القرن التاسع عشر.

## الجغرافيا
زيلع وهي عاصمة إقليم أودل الواقع في إقليم أرض الصومال المتنازع عليه، تحيط المياه بالمدينة من ثلاثة جهات، وتقع في منطقة رملية شبه صحراوية. تبعد بربرة 170 ميلاً إلى الجنوب الشرقي وتبعد هرر 200 ميلاً إلى الغرب.

## التاريخ
زيلع مدينة عريقة، لا يعرف تحديداً تاريخ إنشاءها، فقد ذُكر عام 891م في كتاب البلدان للمسعودي أهميتها التجارية وأنّها كانت مركزاً لتجارة العبيد والبخور والمر والذهب والفضة والجمال وغيرها من البضائع. وكانت زيلع بوابة للإسلام في القرن الأفريقي وشرق أفريقيا. يقال أنّ فيها آثار أول مسجد بني في قارة أفريقيا (في العهد النبوي) وهو ذو قبلتين إحداهما متجهة إلى القدس الشريف والأخرى باتجاه مكة المكرمة. مر عليها الكثير من العلماء وأجداد بعض القبائل الصومالية، ومنهم الشيخ سمرون سعيد جد قبيلة جدبيرسي(سمرون) والشيخ إسحاق بن أحمد. كما أنجبت الكثير من العلماء ومنهم الشيخ عبد الله الزيلعي (صاحب «نصب الراية لأحاديث الهداية») والشيخ عبد الرحمن الزيلعي (العلامة والداهية وسيبويه عصره) وكان لعلماء زيالعة كثر دور رائع في بناء الحضارة الإسلامية.

### سلطنة عدل
بدأت سلطنة عدل وعاصمتها زيلع في الظهور أوائل القرن العاشر الميلادي وكانت مركزاً هاماً لنشر الإسلام وحرب النصارى الأحباش، وأصبحت هذه الأمارة أكثر قوة في القرن الرابع عشر الميلادي حيث عاش فيها خليط من المسلمين الصوماليين والعرب و العفر و الأرومو، وحتى الفرس كان لهم تواجد. وكان من أشهر أمرائها «الأمير سعد الدين» الذي سميت باسمه بعض الجزر التي تقع بالقرب من زيلع، والإمام أحمد بن إبراهيم الغازي الذي كاد أن يسقط الإمبراطورية الحبشية في القرن السادس عشر (في غزوات عرفت تاريخيا باسم «فتوح الحبشة») لولا نجدة البرتغاليين للحبشة وتدميرهم لزيلع بقيادة كرستوفاو ديقاما الذي قتل لاحقاً بيد جنود الإمام.

### الاستعمار وما بعده
بدأت زيلع على مر القرون في فقد أهميتها التاريخية كميناء للعمق الحبشي ووقعت تحت سيطرة محمد علي باشا في بداية القرن التاسع عشر حيث عيّن حكاماً للمدينة تبعاً للسلطنة العثمانية، ومع الاحتلال البريطاني لمصر وساحل الصومال كادت تنشب حرب للسيطرة على باب المندب بين الفرنسيين المسيطرين على تاجورة والبريطانيين، ولكنهما عقدا اتفاقية عام 1888م لترسيم الحدود بينهما، وبموجبها وقعت زيلع وبربرة ضمن نطاق السيطرة البريطانية، وفقدت زيلع أهميتها بشكل كبير مع إنشاء جيبوتي و إنشاء سكة حديد تصلها بإثيوبيا. ومع الحرب الأهلية الصومالية تعرضت المدينة لتدمير قضى على الكثير من الآثار الإسلامية وما تبقى من المخطوطات التي تعرضت للنهب والسلب بعدما أخذ الاستعمار الكثير منها إلى متاحفه.